# Дурой 1-й
Дуро́й 1-й — село в Приаргунском районе Забайкальского края России. Входило в сельское поселение Дуройское. Расположен на протоке реки Аргунь, на российско-китайской границе.

## География
Село расположено в южной части района на расстоянии примерно 38 километров на юг-юго-восток от поселка Приаргунск на берегу одной из проток Аргуни.

## Население
| 2021 |
| ---- |
| 0    |

## Климат
Климат характеризуется как резко континентальный, с длительной морозной малоснежной зимой и коротким тёплым летом. Среднегодовая температура воздуха по району отрицательная и варьируется в пределах от -−4°С до — 3,5°С. Средняя температура самого холодного месяца (января) составляет −26 — −29°С (абсолютный минимум — −56 °С), температура самого тёплого (июля) — 18 — 20°С (абсолютный максимум — 38 °С). Безморозный период длится в среднем от 90 до 110 дней в году. Среднегодовое количество атмосферных осадков составляет 300—350 мм.

## История
Решение о создании нового села путём выделения  западной части села Урулюнгуй в отдельный населенный пункт было принято в 2013 году, предполагая наименование Дурой 2-й. В 2018 году было принято решение об изменении предполагаемого названия на Дурой 1-й. Окончательное название нового села на Дурой 1-й на федеральном уровне утверждено в 2018 году.